# Stazione di Fornovo
La stazione di Fornovo è lo scalo ferroviario della città di Fornovo di Taro. Si trova sulla ferrovia Parma-La Spezia, chiamata anche Pontremolese, e vi si dirama la linea per Fidenza.

## Storia
A partire dal 1914 la stazione FS di Fornovo diventa fondamentale per gli approvvigionamenti di benzina del Regio Esercito dalla locale raffineria.

## Strutture e impianti
Dispone di tre binari per i treni passeggeri (binari 1, 3 e 4) serviti da banchina e collegati tramite sottopassaggio e molti altri per le fermate prolungate dei treni merci, della lunghezza compresa tra i 255 ed i 430 m. I treni possono proseguire per Parma (indicatore di direzione "2", binario semplice) o per Fidenza (indicatore di direzione "1", binario semplice). Il sistema di blocco è di tipo "elettrico automatico" (a correnti fisse) sia in direzione Parma che in direzione Fidenza, mentre diventa di tipo "elettrico conta-assi" per i treni diretti verso S. Stefano di Magra (tratta Fornovo-Berceto).

## Movimento
Al 2007, l'impianto risultava frequentato da un traffico giornaliero di 1000 persone.
A novembre 2019, la stazione risultava frequentata da un traffico giornaliero medio di circa 783 persone (381 saliti + 402 discesi).

## Servizi
La stazione, che RFI gestisce e classificava nel 2008 nella categoria silver, dispone di:
- Biglietteria automatica
- Sala d'attesa
- Servizi igienici
- Bar
- Posto di Polizia ferroviaria

## Interscambi
- Stazione taxi
- Fermata autobus (linee TEP)